# Louis Plack Hammett

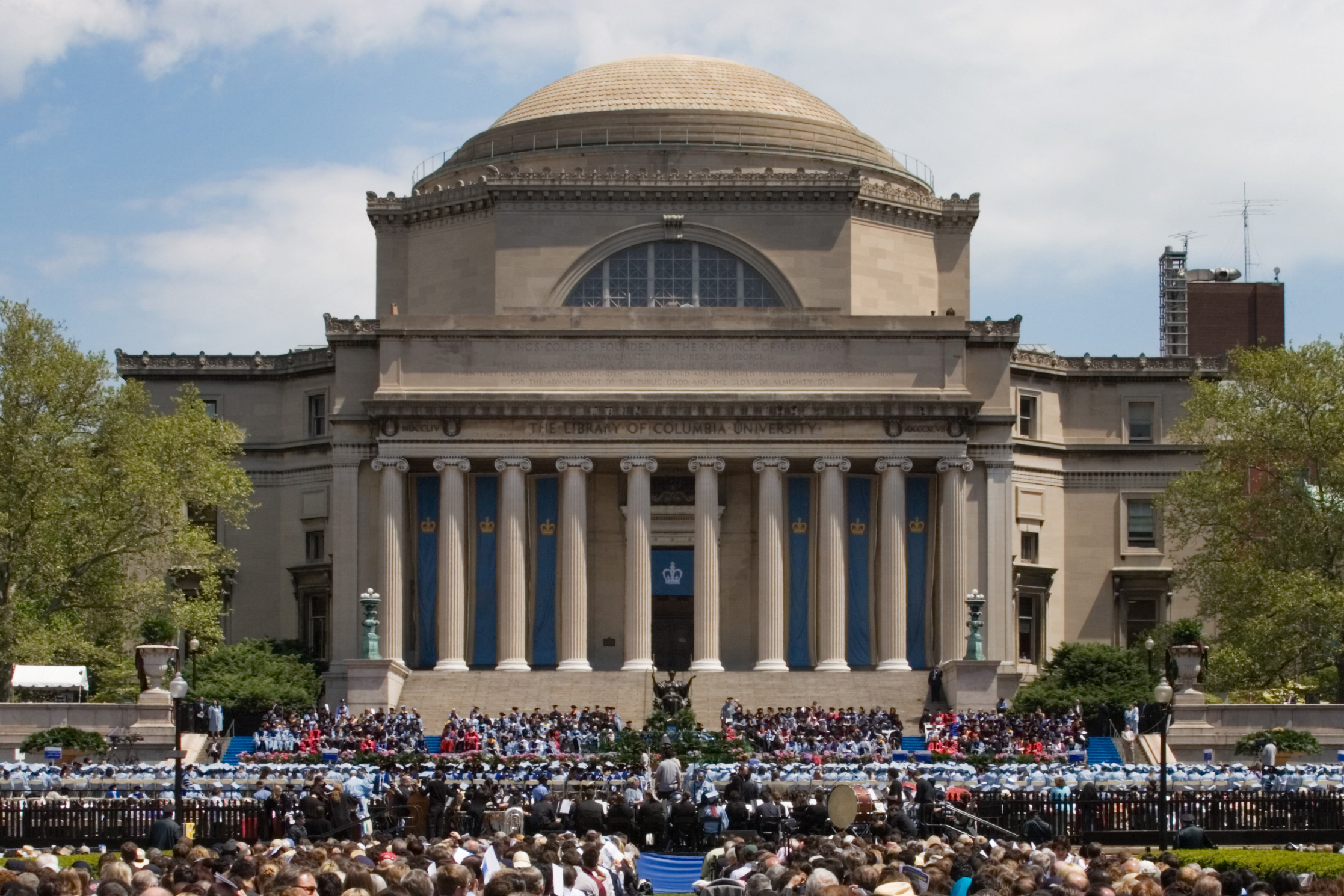
Kolumbijská univerzita

Louis Plack Hammett (7. dubna 1894 v Wilmingtonu - 23. února 1987 v Medfordu) byl americký fyzikální chemik. V letech 1921 až 1961 působil jako profesor na Kolumbijské univerzitě.
Je známý vytvořením několika pravidel a rovnic. Hammettova kyselostní funkcie udává sílu kyselin a superkyselin pomocí skutečné hodnoty aktivity kyselých protonů H+. Hammettova rovnice popisuje vztah mezi reakční rychlostí a rovnovážnými konstantami pro určité třídy organických reakcí zahrnujících substituované aromatické sloučeniny. Společně s Davidem Yarrow Curtinem navrhl jeden z principů chemické kinetiky - Curtinův-Hammettův princip.
Je autorem učebnice o fyzikální organické chemii a je mu připisováno první použití tohoto termínu.

## Vzdělání

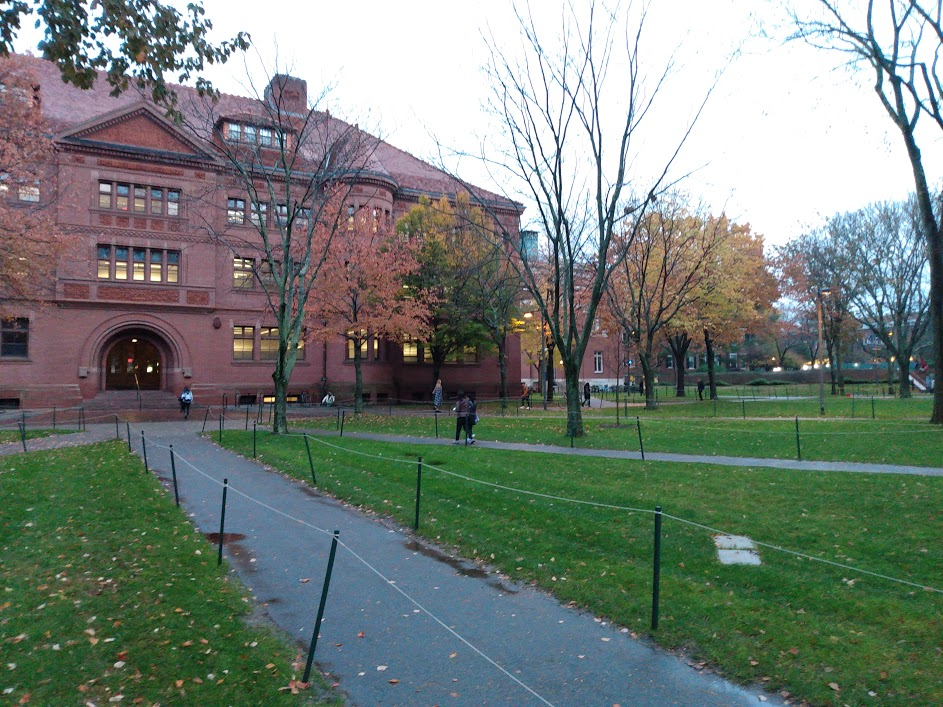
Harvardova univerzita

Louis Plack Hammett se narodil ve Wilmingtonu a vyrostl v Portlandu ve státě Maine jako nejstarší ze tří dětí. Jeho otec, absolvent Massachusettského technologického institutu (MIT) a strojního inženýrství na Harvardově univerzitě. pracoval v Maine Central Railroad.
Hammett nastoupil po vzoru svého otce na Harvardovu univerzitu, kterou ukončil v roce 1916. Později pracoval v Curychu ve Švýcarsku pod vedením Hermanna Staudingera a účastnil se válečných vědeckých aktivit a krátce i průmyslového výzkumu. Po válce získal doktorát na Kolumbijské univerzitě, kde v letech 1921 až 1961 působil jako profesor.

## Objevy

### Hammettova kyselostní funkce
Hammettova kyselostní funkce (také Hammettova funkce kyselosti - stupnice H0) je míra kyselosti, která se používá pro velmi koncentrované roztoky silných kyselin, včetně superkyselin. Tato funkce kyselosti je vlastně rozšířením Brønstedovy-Lowryho kyselosti (stupnice pH) mimo zředěné vodné roztoky. Na této stupnici má například čistá H2SO4 hodnotu H0 = -12.
Hammettova funkce kyselosti se používá v oblastech fyzikální organická chemie. Také pro studium kyselinami katalyzovaných reakcí, protože některé z těchto reakcí využívají kyseliny ve velmi vysokých koncentracích nebo dokonce čisté.

### Hammettova rovnice
Hammettova rovnice je používaná především v organické chemii a byla publikována v roce 1937. Tato rovnice říká, že pro jakékoliv dvě reakce se dvěma aromatickými reaktanty, které se liší pouze typem substituentu, je změna Helmholtzovy volné energie aktivace úměrná změně Gibbsovy volné energie.
Rovnice tak popisuje vztah mezi reakční rychlostí a rovnovážnými konstantami pro určité třídy organických reakcí zahrnujících substituované aromatické sloučeniny.

### Curtinův-Hammettův princip
Curtinův-Hammettův princip říká, že při reakci reaktivních meziproduktů nebo reaktantů, které se rychle přeměňují (například konformační izomery, zkráceně konforméry), bude poměr produktu záviset jak na rozdílu energie mezi dvěma výslednými produkty, tak na rozdílu energie jejich meziproduktů. Jinak řečeno, vznik produktu odráží také rozdíl v energii mezi přechodovými stavy, které omezují rychlost jeho vzniku.
Curtinův-Hammettův princip byl použit například k vysvětlení selektivity v různých organických stereoselektivních reakcích.

## Ocenění
- Priestleyho medaile v roce 1961
- Cena Willarda Gibbse v roce 1961
- Národní medaile za vědu v roce 1967
- Barnardova medaile za zásluhy o vědu v roce 1975